# Torre de la Reina (Alcázar de Madrid)

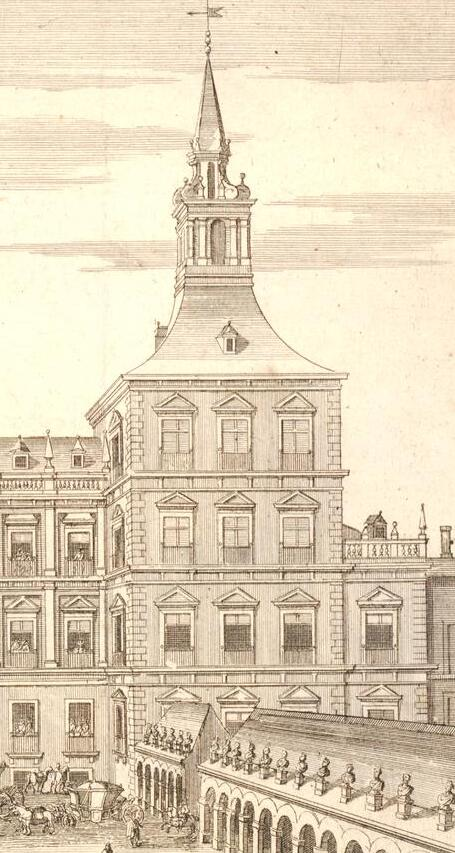
La torre en un detalle de un grabado por Filippo Pallota (c. 1704)

La Torre de la Reina fue una estructura situada en el ángulo sudeste del hoy desaparecido Alcázar de Madrid.

## Historia
El origen de la torre se encuentra en la realización de la nueva fachada principal del Alcázar a principios del siglo XVII. Esta obra fue costeada por el Ayuntamiento de Madrid en cumplimiento de lo ofrecido a Felipe III como resultado de la vuelta de la corte a Madrid desde Valladolid en 1606.
La torre como el resto del diseño de la fachada es obra de Juan Gómez de Mora, aunque en realidad replicaba el diseño de la Torre Dorada, construida en la segunda mitad del siglo XVI y de autoría discutida.
Desde su construcción, en su piso bajo moraban los sumilleres de corps del Rey. Así en 1625, vivía en él, Ramiro Núñez de Guzmán, marqués de Heliche; y en 1704 vivía en su planta baja el Sumiller de Corps de Felipe V, Francisco Casimiro Pimentel de Quiñones y Benavides, IX conde-duque de Benavente.
El incendio que destruyó casi en su totalidad al Alcázar en la Nochebuena de 1734 hizo que la torre desapareciera.

## Descripción
Exteriormente, la torre era de características similares a la Torre Dorada, situada en el lado contrario de la fachada principal del Alcázar.
La torre contaba, sobre una planta casi cuadrada, con seis pisos coronados por un chapitel de pizarra.
En su piso principal albergaba parte del cuarto de la reina, en concreto, de acuerdo con el Plano de Gómez de Mora que lo describió hacia 1625:
- 44.- Escalera
- 50.- Pieza de la Torre de la Reina, escritorio (Con paso al oratorio privado de la Reina que formaba parte estrictamente de un pequeño cuerpo adosado  a la torre en su lado este, únicamente hasta el piso principal del Alcázar)
- 52.- pieza de paso.

De acuerdo con el inventario de 1666, dos bodegones de Jan Brueghel el Viejo hoy conservados en el Museo del Prado (inv.  P001449 y  P001450) que entonces habían sido bajados al cuarto bajo del rey, antes habían estado en la Torre de la Reina, posiblemente en el escritorio del piso principal.

## Galería

Pinturas que estuvieron en la Torre de la Reina
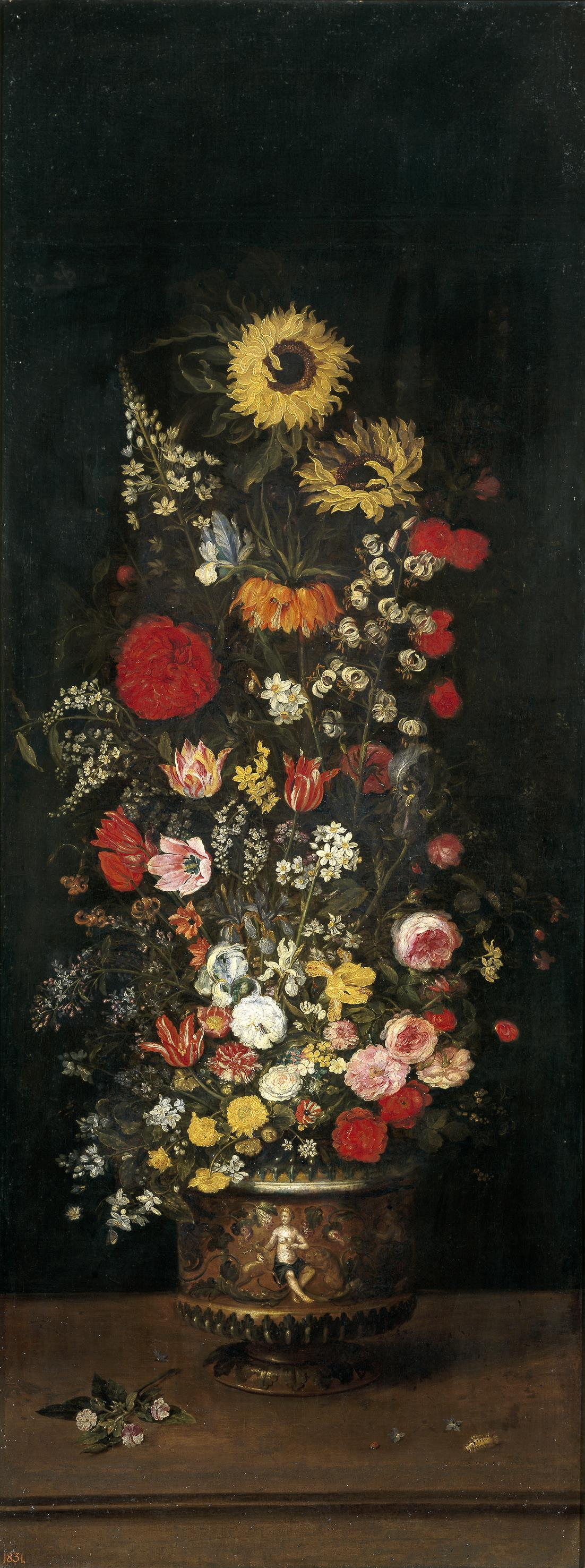
Uno de los dos bodegones de Jan Brueghel el Viejo que estuvieron en la Torre de la Reina.
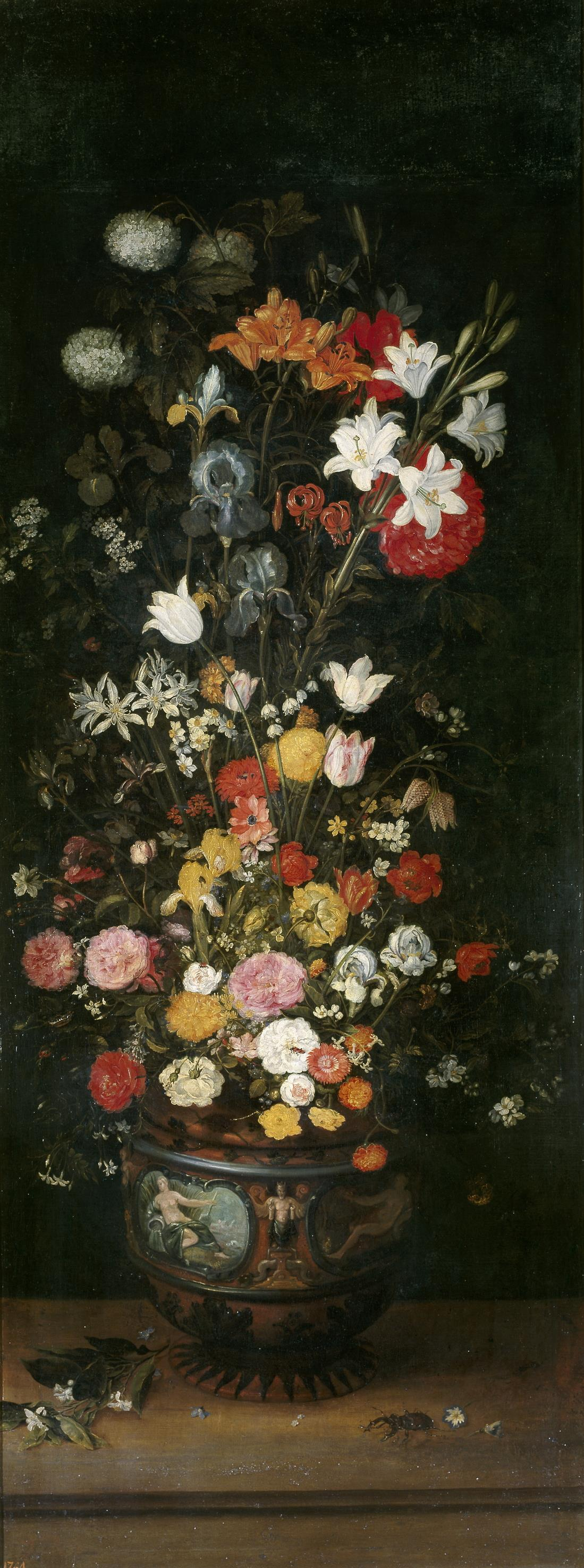
El otro de los dos bodegones de Jan Brueghel el Viejo que estuvieron en la Torre de la Reina.